# Henriette Renié
Pour les articles homonymes, voir Renié.
Henriette Renié (née à Paris 16e le 18 septembre 1875, où elle est morte le 1er mars 1956,) est une harpiste, pédagogue et compositrice française. Elle est connue pour avoir enseigné à de nombreux harpistes célèbres et pour avoir inventé une méthode d'enseignement de la harpe restée en usage longtemps après sa mort.

## Biographie
Elle commence l'étude de la harpe à cinq ans avec Hasselmans et remporte son Premier prix de Conservatoire pour l'instrument en 1887. Elle étudie ensuite avec Charles Lenepveu et Théodore Dubois, obtient son prix d'Harmonie en 1891 et en 1896 ses prix de contrepoint, fugue et composition. 
Dès 1901, elle crée son concerto aux Concerts Lamoureux. Elle refuse une invitation de Toscanini pour effectuer une tournée aux États-Unis, au motif qu'elle ne peut rentrer si sa mère tombe malade.
Henriette Renié se présente au poste d'enseignante au Conservatoire de Paris. La raison officielle du refus invoque ses convictions religieuses, malvenues dans le contexte du vote alors tout récent de la loi de séparation des Églises et de l'État ; en réalité, c'est le fait de confier un poste aussi important à une femme qui se conçoit difficilement à l'époque.
Elle se consacre à l'enseignement et à la composition jusqu'à sa mort. Henriette Renié a créé l'une des méthodes d'apprentissage de la harpe les plus utilisées. Elle a notamment enseigné à Marcel Grandjany, Mildred Dilling (en), Harpo Marx, Susann McDonald, Odette Le Dentu et Lily Laskine.

## Œuvres
L'œuvre d'Henriette Renié compte une trentaine de pièces et de transcriptions pour harpe. Elle s'inscrit dans le courant du romantisme musical. 

### Compositions originales
- Contemplation (1898, éd. H. Lemoine 1902) Lire en ligne sur archive.org
- Concerto en ut pour harpe (1900 éd. Louis Rouhier : Gay & Tenton, successeurs) Dédice : « À mon cher maître Monsieur Alphonse Hasselmans, Professeur de Harpe au Conservatoire National de Musique » Lire en ligne sur archive.org
- Légende d'après Les Elfes de Leconte de Lisle (1901, éd.  Louis Rouhier 1904) Lire en ligne sur archive.org
- Six pièces pour harpe, 1910 Lire en ligne sur archive.org
- Scherzo-fantaisie pour harpe (ou piano) et violon (éd. 1910)  Lire en ligne sur archive.org
- Danse des Lutins, pour harpe (1911, éd. Gay & Tenton 1912) Lire en ligne sur archive.org
- Ballade fantastique d'après « Le Cœur révélateur » d'Edgar Poe, pour harpe seule, 1913
- 2e ballade (éd. Louis Rouhier 1912) Lire en ligne sur archive.org
- Pièce symphonique en trois épisodes, pour harpe (éd. Louis Rouhier 1913) Lire en ligne sur archive.org
- Trio pour harpe, violon et violoncelle (vers 1901)
- Six pièces brèves, pour harpe (éd. Louis Rouhier 1919) Lire en ligne sur archive.org
- Sonate pour violoncelle et piano en la bémol majeur (1919)
- Deux pièces symphoniques, pour harpe et orchestre (I. Élégie, II. Danse caprice) (éd. Louis Rouhier 1920) Lire en ligne sur archive.org
- Andante religioso, pour harpe et violon ou violoncelle (éd. Louis Rouhier) Lire en ligne sur archive.org

### Arrangements
- Bach, Dix préludes : tirés du clavecin bien tempéré (éd. Louis Rouhier 1920) Lire en ligne sur archive.org
- Bach, Dix pièces (éd. Louis Rouhier 1914) Lire en ligne sur archive.org
- Jacques Bosh, Passacaille : sérénade pour guitare (Lemoine & Fils 1885) Lire en ligne sur archive.org
- Chabrier, Habanera (Enoch & Cie. 1895) Lire en ligne sur archive.org
- Debussy, En bateau, extrait de la Petite suite (Durand) Lire en ligne sur archive.org
- Théodore Dubois, Sorrente (Alphonse Leduc) Lire en ligne sur archive.org
- Théodore Dubois, Ronde des archers (éd. Alphonse Leduc 1890) Lire en ligne sur archive.org
- Auguste Durand, Première valse, op. 83 (Durand 1908) Lire en ligne sur archive.org

## Discographie

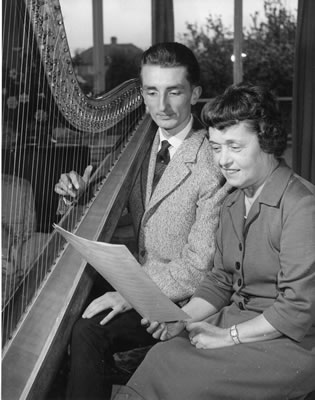
Henriette Renié.

### Enregistrements d'Henriette Renié
- Henriette Renié enregistrements inédits, 1927-1955 : compositions & transcriptions (1927 et 1955, Association Internationale des Harpistes) (OCLC 309871376)
- Henriette Renié, Danse des lutins (78t Columbia D 6247 matrice L 382)
- Godefroy, Étude de concert (78t Columbia D 6247 matrice L 383) (OCLC 725281936)

Son enregistrement du Prélude pour harpe de Prokofiev a reçu le Grand Prix du disque Candide en 1931.

### Autres disques
- Trio pour harpe, violon et violoncelle - Œuvres pour harpe seule, Xavier de Maistre, harpe ; Ingolf Turban, violon ; Wen-Sinn Yang, violoncelle (1999, coll. « Nouveaux interprètes » Harmonia Mundi HMN911692) (OCLC 781156417 et 781156417)
- Concertos pour harpe français - Xavier de Maistre, harpe ; Staatsorchester Rheinische Philharmonie, dir. Lü Shao-Chia (2002, Claves CD 50-2206) (OCLC 872112887)
- Concerto en ut mineur pour harpe et orchestre - Emmanuel Ceysson, Orchestre régional Avignon Provence, dir. Samuel Jean (septembre 2014, Naïve) (OCLC 913484385)
- Musique de chambre : Sonate pour violoncelle, Trio avec piano, Pièce symphonique - Trio Nuori : Vincent Brunel, violon ; Aude Pivôt, violoncelle ; Flore Merlin, piano (mai 2017, coll. « Les compositrices » vol. 8, Ligia Digital).